# Luís Pedro
Luís Pedro (n. 27 aprilie 1990, Luanda) este un fotbalist neerlandez de origini angoleze, care evoluează pe postul de aripă dreapta la clubul din League Two, Carlisle United.

## Viața personală
Pedro este fiul unui portughez și al unei angoleze, însă deține pașaport neerlandez.

## Palmares

### ASA Târgu Mureș
- Supercupa României: 2015